# 빌레 발로
빌레 발로(Ville Valo, 1976년 11월 22일 ~ )는 핀란드의 싱어송라이터로, HIM의 일원으로 활동하고 있다. 음역은 바리톤이다.